# Brachybembras
Brachybembras is een monotypisch geslacht van straalvinnige vissen uit de familie van diepwaterplatkopvissen (Bembridae).

## Soort
- Brachybembras aschemeieri Fowler, 1938